# Església del Col·legi Jesús, Maria i Josep
L'Església del Col·legi Jesús Maria Josep està situada al carrer Sant Sebastià nº 55 del barri de Sant Andreu de Palomar, avui inclosa al districte de Sant Andreu de Barcelona. Forma part del conjunt d'edificis del col·legi Jesús, Maria i Josep "can Padres", casa mare de la Congregació dels Fills de la Sagrada Família, que fundà Josep Manyanet i Vives l'any 1864.

## Característiques
És una església, d'estil eclèctic de planta rectangular, amb una sola nau. El presbiteri, separat per un arc de carpanell, és presidit per una escultura del sant titular i rematat per la imatge de la Sagrada Família. Als laterals hi ha uns relleus al·legòrics a l'obra del sant. Les escultures són obra de l'escultor Francesc Carulla. L'altar guarda les restes mortals de Josep Manyanet.
A l'esquerra del presbiteri es troba la petita capella dels Màrtirs i, a la dreta, la capella del Santíssim.
Els quatre grans finestrals de vidres emplomats que donen al carrer converteixen el temple en un espai il·luminat i diàfan.

## Història
El seu origen cal situar-lo el 1877 quan s'habilita una capella per a ús de la comunitat de religiosos i les celebracions litúrgiques i pastorals del col·legi. Deu anys després, el bisbe de Barcelona n'autoritza l'ús com a oratori i el 1900 s'hi col·loca un grup escultòric de la Sagrada Família com a titular de la capella.
A 1909, durant la Setmana Tràgica, va ser incendiada i es van perdre mobiliari, mobles, imatges i els objectes de culte.
L'edifici actual, obra de l'arquitecte Joaquim Vilaseca i Ribera, s'inaugurà el 1922, any que es fa extensiva a tota l'Església Universal la festa de la Sagrada Família, després de la publicació de l'encíclica del papa Lleó XIII Quamquam pluries. A 1929 s'hi traslladen les restes mortals del Pare Manyanet.
Durant la guerra civil espanyola va ser novament destruïda.
El 1965 passa a ser parròquia Jesús Maria Josep. Les últimes reformes de l'edifici s'han fet en ocasió de la beatificació i canonització de Josep Manyanet i ha passat a denominar-se parroquia Sant Jose Manyanet

## Annexos
Des del carrer Sant Sebastià s'accedeix a l'església per un pati amb porxada. Des de l'edifici per un claustre tancat. A l'ala sud es troba el museu Memorial Sant Josep Manyanet.